# 埃尔万·勒佩舒
埃尔万·勒佩舒（法語：Erwann Le Péchoux，1982年1月13日—），法国男子击剑运动员。他曾代表法国参加2004年、2008年、2012年、2016年和2020年夏季奥林匹克运动会击剑比赛，共获得一枚金牌和一枚银牌。